# Unió de Pagesos de Catalunya
La Unió de Pagesos de Catalunya és un sindicat professional agrari majoritari de la pagesia de Catalunya, i representa els interessos de petites i mitjanes explotacions familiars d'arreu del país, tant agrícoles com ramaderes o forestals. Es considera un sindicat "nacional català, democràtic, unitari, independent i progressista, preocupat pel medi ambient".

## Inicis
L'organització fou fundada en la clandestinitat el 3 de novembre de 1974 a Pontons (Alt Penedès), i s'autodefiní des d'aleshores com a sindicat «unitari, democràtic i independent», i hereu de l'antiga Unió de Rabassaires. Elegí com a òrgan d'expressió "La Terra", la mateixa capçalera que, en temps de la Unió de Rabassaires, havia dirigit Lluís Companys. L'àmbit d'agricultura del Congrés de Cultura Catalana serví de llançament i per donar-se a conèixer. El 1976 el sindicalisme vertical intentà desbancar la Unió amb grans manifestacions, però l'èxit d'una manifestació de 25.000 persones a Tarragona i una altra de 10.000 a Lleida en demanda de preus justos i criticant la política d'excedents, varen ser decisives en la consolidació del lideratge d'Unió. Poc després se celebrà la Primera Assemblea a Poblet i el Primer Congrés a l'Espluga de Francolí. El 1977 fou legalitzada com a organització professional agrària.
El principal impuls va venir dels pagesos d'esquerres, comunistes i alguns socialistes, que ja havien participat en les anomenades Comissions Camperoles, organitzades pel PSUC a imitació de les Comissions Obreres. Tot i això, agrupa sectors de diferents ideologies (CDC, PSC, PSUC i ERC) El seu líder més destacat fou Pep Jai, del Vendrell. Des de 1976 el màxim dirigent va ser Pep Riera, de Mataró, coordinador general durant vint anys. Des de 2000 el Coordinador Nacional és Joan Caball.
Un dels trets diferencials de la Unió de Pagesos ha estat la seva combativitat, protagonitzant nombroses mobilitzacions, com manifestacions, tractorades i talls de carretera. El març de 1977 va organitzar una tractorada en solidaritat amb els pagesos de La Rioja (hi participaren 18.110 tractors). El 1978 n'organitzaren una altra contra les Cambres Agràries, creades el juny del 1977 i lesives als drets dels pagesos. Alhora, el 1978 celebraren el Segon Congrés a Cervera, al qual hi assistiren Josep Tarradellas i els membres de la Generalitat provisional. Això suposà el seu reconeixement com a interlocutor vàlid
El seu referent juvenil és la Unió de Joves Pagesos de Catalunya (UJPC), a més de les sectorials de Dones i Pagesia gran. Unió de Pagesos també és la propietària única de l'empresa de serveis a la pagesia Agroxarxa. A nivell estatal es coordina amb la Unió d'Unions d'Agricultors i Ramaders.

## Presència actual
La Unió de Pagesos és la principal organització d'agricultors i ramaders de Catalunya tant pel que fa a nivell d'afiliació (entorn els 6.000 afiliats), com de mobilització social i de representativitat en les eleccions a les cambres agràries, ja que, des de les primeres eleccions -fetes al 1994-, ha obtingut, amb petites variacions, uns resultats propers sempre al 70% dels vots, per davant d'altres organitzacions, com l'Associació de Joves Agricultors i Ramaders de Catalunya (JARC), Associació Joves Agricultors (ASAJA) i Unió de Ramaders i Pagesos de Catalunya (UARAPAC). Unió de Pagesos, és present a la majoria de les comarques de Catalunya. Al 2021 va obtenir el 65% de representativitat.

## Característiques i objectius
Es defineix, segons els seus estatuts, com un sindicat professional, nacional català, democràtic, unitari, independent i progressista, i els seus objectius generals són els següents:
- Defensar els interessos dels seus afiliats i de tota la pagesia en general.
- Promoure el canvi d'estructures socials al camp perquè aquest quedi en mans dels pagesos, i que l'explotació familiar en sigui l'eix bàsic.
- Defensar una política agrària que faci possible, a partir dels canvis estructurals necessaris, el manteniment de les rendes dels pagesos de totes les comarques de Catalunya.
- Defensar una política de rendes global.
- Proporcionar tots els serveis relacionats amb l'activitat professional agrària, i del món rural en general, sigui a nivell individual o col·lectiu.
- Representar els seus membres davant els organismes privats o oficials amb els quals tingui relació.
- Fomentar activitats culturals i socials lligades directament amb la pagesia i el món rural, i situar aquests en la dinàmica d'avenços socials i econòmics de la resta de la societat.